# 阿索馬達

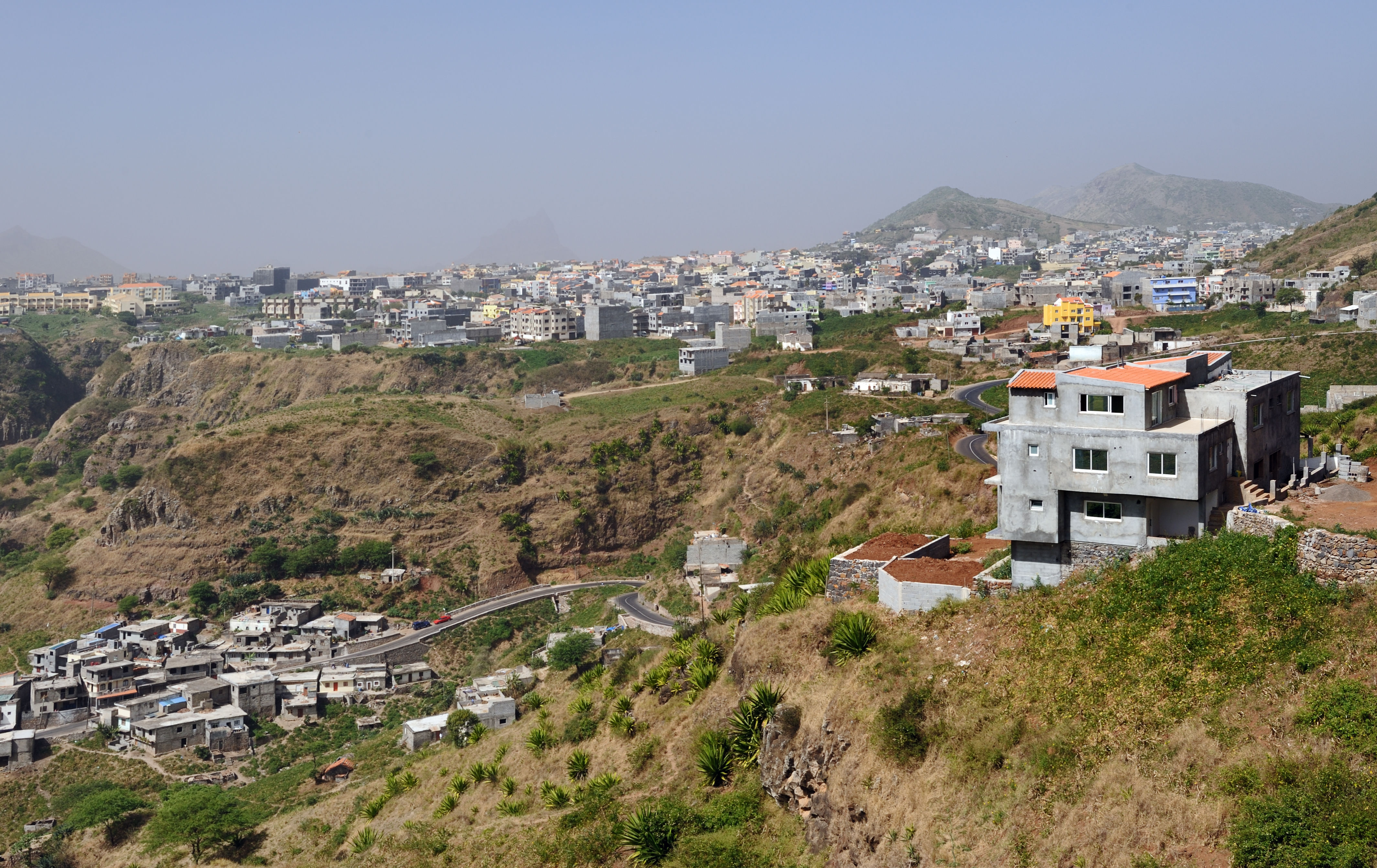
阿索馬達

阿索馬達（葡萄牙語：Assomada）是位於維德角聖地亞哥島的城市，位於首都培亞西北26公里處。自1912年以來，它是聖卡塔琳娜縣政府的所在地，其中包括中西部和島嶼的大部分內陸。它是該地區最大的城市，2010年人口數為12332人。